# Zbigniew Nikodemski
Zbigniew Paweł Nikodemski ps. "Niko" (ur. 15 marca 1954 w Łodzi, zm. 15 czerwca 2021 tamże) – polski muzyk i klawiszowiec.
W 1981 lub 1982 współzałożyciel Rezerwatu, gdzie pełnił funkcję klawiszowca. Jest autorem takich utworów jak „Zaopiekuj się mną” (utwór uznawany za najbardziej znaną piosenkę zespołu, Z. Nikodemski skomponował utwór z Piotrem Mikołajczykiem), „Serce dla...”, „Nieprzytomnie słodka noc” (współkompozytor Andrzej Adamiak) i „Czarownica”. W latach 90. opuścił zespół. Później współpracował z KG Band. W drugiej połowie października 2020 roku wziął, wraz z Wiktorem Daraszkiewiczem, Zbigniewem Bieniakiem (Oddział Zamknięty, Funky Tank, Yokashin)  Mariuszem Jeremusem, Gerardem Klawe i basistą Proletaryatu; Dariuszem Kacprzakiem udział w reaktywacji zespołu Rezerwat.

## Dyskografia
z zespołem Rezerwat
- Rezerwat (1984)
- Serce (1987)

z zespołem KG Band
- Ciągle pędzimy (2003)
- Sprzedawca Wiatru (2005)
- Miracle (Mira Kubasińska & KG Band) (2007)